# Cupa României 1974-1975
La Cupa României 1974-1975 è stata la 37ª edizione della coppa nazionale disputata tra il 13 novembre 1974 e il 12 luglio 1975 e conclusa con la vittoria del Rapid Bucarest, al suo nono titolo.

## Formula
La competizione si svolse ad eliminazione diretta in gara unica in campo neutro.
Parteciparono le squadre delle serie inferiori e, a partire dai sedicesimi di finale, quelle della massima serie.
La vincitrice si qualificò alla Coppa delle Coppe 1975-1976

## Sedicesimi di finale
Gli incontri si disputarono il 13 novembre 1974.
| Squadra 1                    | Risultato | Squadra 2             |
| ---------------------------- | --------- | --------------------- |
| Viitorul Aluniş              | 2 - 4     | Bihoreana Marghita    |
| Constructorul Bistriţa       | 0 - 2     | UTA Arad              |
| CS Botoşani                  | 1 - 0     | Chimia Găeşti         |
| Progresul Brăila             | 1 - 0     | Electroputere Craiova |
| Rapid Bucarest               | 2 - 1     | Dinamo Bucarest       |
| Sportul Studențesc București | 0 - 2     | Politehnica Timişoara |
| Industria sârmei C.Turzii    | 4 - 5 dr  | Steagul roșu Brașov   |
| Universitatea Cluj           | 5 - 1     | FC Argeş Piteşti      |
| Energia Oneşti               | 1 - 3     | Universitatea Craiova |
| Olimpia Giurgiu              | 0 - 2     | Jiul Petroșani        |
| Știința Petroșani            | 1 - 0     | FC Galați             |
| Ceahlăul Piatra Neamţ        | 2 - 0     | Politehnica Iaşi      |
| Rapid Piatra Olt             | 2 - 6     | Steaua Bucarest       |
| FCM Reșița                   | 1 - 0     | Chimia Râmnicu Vâlcea |
| Gloria Reşiţa                | 0 - 3     | CFR Cluj              |
| ASA Târgu Mureș              | 2 - 1 dts | FC Constanţa          |

## Ottavi di finale
Gli incontri si disputarono il 27 novembre 1974.
| Squadra 1             | Risultato | Squadra 2             |
| --------------------- | --------- | --------------------- |
| Rapid Bucarest        | 1 - 0     | Jiul Petroșani        |
| FCM Reșița            | 5 - 3     | Progresul Brăila      |
| Steaua Bucarest       | 4 - 5 dr  | Politehnica Timişoara |
| Steagul roșu Brașov   | 2 - 0     | CFR Cluj              |
| Ceahlăul Piatra Neamţ | 2 - 1 dts | Bihoreana Marghita    |
| Universitatea Cluj    | 1 - 0     | Știința Petroșani     |
| ASA Târgu Mureș       | 3 - 1     | CS Botoşani           |
| Universitatea Craiova | 1 - 0     | UTA Arad              |

## Quarti di finale
Gli incontri si disputarono il 11 dicembre 1974.
| Squadra 1             | Risultato | Squadra 2             |
| --------------------- | --------- | --------------------- |
| ASA Târgu Mureș       | 1 - 0 dts | FCM Reșița            |
| Rapid Bucarest        | 1 - 0     | Ceahlăul Piatra Neamţ |
| Steaua Bucarest       | 5 - 4 dts | Steagul roșu Brașov   |
| Universitatea Craiova | 5 - 1     | Universitatea Cluj    |

## Semifinali
Gli incontri si disputarono il 25 giugno 1975.
| Squadra 1             | Risultato | Squadra 2       |
| --------------------- | --------- | --------------- |
| Rapid Bucarest        | 6 - 5 dr  | Steaua Bucarest |
| Universitatea Craiova | 4 - 2 dr  | ASA Târgu Mureș |

## Finale
La finale venne disputata il 12 luglio 1975 a Bucarest. Venne decisa ai tempi supplementari, dopo che al novantesimo il risultato era di 1-1.
| Arbitro: | Nicolae Rainea (Bârlad) |

|                        |           |                   |
| Nicolae Manea 70’ 100’ | Marcatori | 54’ Ion Oblemenco |